# ألان رينولدز
ألان رينولدز (بالإنجليزية: Alan Reynolds)‏ (12 يونيو 1974 بوترفورد في جمهورية أيرلندا - ) هو لاعب كرة قدم أيرلندي في مركز الوسط. لعب مع نادي شامروك روفرز ونادي شيلبورن ونادي كورك سيتي وووترفورد يونايتد ولونغفورد تاون ‏.

## وصلات خارجية
- ألان رينولدز على موقع قاعدة بيانات كرة القدم.إي يو (الإنجليزية)